# Chronologie de Saint-Marin
Cette chronologie de l'Histoire de Saint-Marin nous donne les clés pour mieux comprendre l'histoire de Saint-Marin, l'histoire des peuples qui ont vécu ou vivent dans l'actuel Saint-Marin.

## Vers l'époque moderne
- 8 octobre 1600 : Saint-Marin proclame son indépendance.